# Jesper Karlsson
Karl Jesper Karlsson, född 25 juli 1998 Falkenberg, Hallands län, är en svensk fotbollsspelare som spelar som ytter för Bologna FC i italienska Serie A.

## Klubbkarriär

### Falkenbergs FF
Karlsson började spela i Falkenbergsklubben IF Böljan som fyraåring. Vid 14 års ålder fick han a-lagsdebutera för klubben i division 4. Inför säsongen 2015 gjorde han övergången till Falkenbergs FF, där han gjorde stora framsteg och under hösten erbjöds ett a-lagskontrakt. I november 2015 skrev Jesper Karlsson på ett a-lagskontrakt med Falkenbergs FF, vilket sträckte sig över säsongen 2018. Innan han skrev på kontraktet hade han även varit och tränat med engelska Brighton & Hove Albion. I september samma år fick Karlsson även göra sin debut i P19-landslaget.
I premiären av allsvenskan 2016 fick Jesper Karlsson göra sin debut i den högsta serien. I den 79:e minuten byttes han in istället för Akseli Pelvas, det i en match som Falkenbergs FF förlorade med 0–2 mot IFK Göteborg. Den 17 juli 2016 gjorde Karlsson sina två första allsvenska mål i en 3–3-match mot Hammarby IF. I sin enda säsong för Falkenbergs FF noterades Karlsson för 7 mål på 26 matcher och han blev även nominerad till årets nykomling i allsvenskan, som vanns av Alexander Isak.

### IF Elfsborg
I december 2016 värvades Karlsson av IF Elfsborg, där han skrev på ett femårskontrakt. I IF Elfsborg skulle Karlsson också få sitt stora genombrott. Han hade inledningsvis svårt att hitta tillbaka till den form han hade under tiden i Falkenberg, i och med att han inte noterades för ett enda mål under hans två första säsonger i IF Elfsborg. Totalt noterades Karlsson för 19 mål på 83 allsvenska matcher i Elfsborgströjan, där alla mål gjordes under hans två sista säsonger.

### AZ Alkmaar
Den 11 september 2020 värvades Karlsson av AZ Alkmaar. Han debuterade och gjorde två assist den 4 oktober 2020 i en 4–4-match mot Sparta Rotterdam. I december 2021 förlängde Karlsson sitt kontrakt fram till sommaren 2026.

## Landslagskarriär
Karlsson debuterade för Sveriges landslag den 9 januari 2020 i en 1–0-vinst över Moldavien.
Karlsson gjorde ett hattrick den 13 oktober 2020 då Sveriges U21-landslag besegrade Armenien med 10–0.

## Karriärstatistik
| Klubb              | Säsong             | Liga               | Liga    | Liga | Inhemsk cup | Inhemsk cup | Övriga tävlingar | Övriga tävlingar | Totalt  | Totalt |
| Klubb              | Säsong             | Division           | Matcher | Mål  | Matcher     | Mål         | Matcher          | Mål              | Matcher | Mål    |
| ------------------ | ------------------ | ------------------ | ------- | ---- | ----------- | ----------- | ---------------- | ---------------- | ------- | ------ |
| Falkenbergs FF     | 2016               | Allsvenskan        | 26      | 7    | 3           | 0           | –                | –                | 29      | 7      |
| IF Elfsborg        | 2017               | Allsvenskan        | 14      | 0    | 3           | 1           | –                | –                | 17      | 1      |
| IF Elfsborg        | 2018               | Allsvenskan        | 22      | 0    | 4           | 1           | –                | –                | 26      | 1      |
| IF Elfsborg        | 2019               | Allsvenskan        | 25      | 8    | 1           | 1           | –                | –                | 26      | 9      |
| IF Elfsborg        | 2020               | Allsvenskan        | 22      | 11   | 1           | 1           | –                | –                | 23      | 12     |
| IF Elfsborg        | Totalt             | Totalt             | 83      | 19   | 9           | 4           | –                | –                | 92      | 23     |
| AZ Alkmaar         | 2020/2021          | Eredivisie         | 32      | 11   | 1           | 0           | 6                | 1                | 39      | 12     |
| AZ Alkmaar         | 2021/2022          | Eredivisie         | 38      | 17   | 4           | 3           | 9                | 1                | 51      | 21     |
| AZ Alkmaar         | 2022/2023          | Eredivisie         | 18      | 5    | 2           | 2           | 5                | 1                | 25      | 8      |
| AZ Alkmaar         | Totalt             | Totalt             | 88      | 33   | 7           | 5           | 20               | 3                | 115     | 41     |
| Totalt i karriären | Totalt i karriären | Totalt i karriären | 197     | 59   | 19          | 9           | 20               | 3                | 236     | 71     |

1. ↑  Sex matcher i UEFA Europa League
2. ↑  En match i UEFA Europa League
3. ↑  Åtta matcher i UEFA Conference League
4. ↑  Fem matcher i UEFA Conference League